# ۲۰۷ (عدد)
۲۰۷(دویست و هفت) یک عدد طبیعی است که بعد از ۲۰۶ و قبل از ۲۰۸ قرار دارد.